# Plavenská krajka

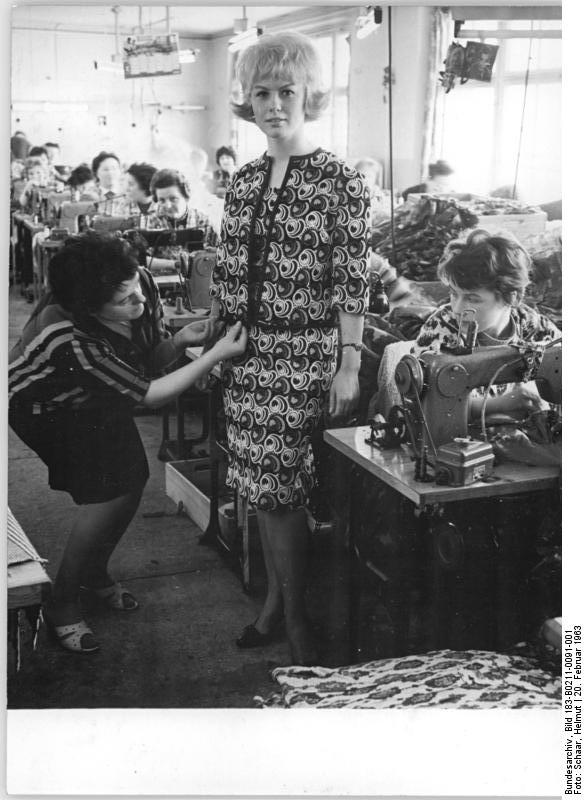
Černobílá leptaná krajka z výrobního družstva „Plauener Spitze“ v roce 1963

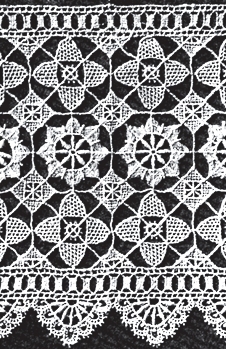
Krajka zhotovená na člunkovém stroji na začátku 20. století

Plavenská krajka (něm.: Plauener Spitze) byla původně (asi od roku 1883) strojně vyšívaná tylová a leptaná krajka (zvaná také vzdušná nebo guipurová).
Koncem 19. století byly krajky s označením Plauener Spitze velmi oblíbené, v roce 1900 dostaly na Světové výstavě v Paříži Velkou cenu, na vrcholu úspěchů se v roce 1912 vyráběly na 16 000 vyšívacích strojích. Po vzniku NDR se plavenská krajka směla vyrábět jen ve státním podniku VEB Plauener Spitze a ve (státem kontrolovaných) výrobních družstvech, v roce 1989 bylo v Plavně a okolí v provozu cca 1400 vyšívacích strojů. Po sjednocení Německa se tam zabývalo (v roce 2006) krajkářstvím asi 40 malých výrobců.
Plauener Spitze® je v současné době (2014) ochranná známka oborového svazu stejného jména. Pod tímto označením smějí své výrobky prodávat jen členové svazu, pokud splní sjednaná kvalitativní kritéria. Druh krajky a způsob výroby není ve stanovách předepsán.